# SLPM 37600
Az alábbi lista tartalmazza az SLPM 37600-as katalógusszám szerinti magyarországi hanglemez megjelenéseket. Ez a lista az 1992 és 1993 között megjelent hanglemezeket tartalmazza.
| Katalógusszám    | Év   | Formátum | Label             | Előadó              | Cím                                                     |
| ---------------- | ---- | -------- | ----------------- | ------------------- | ------------------------------------------------------- |
| SLPM 37600-37609 | 1992 | 10LP     | Hungaroton - Gong | Koncz Zsuzsa        | Összes hanglemeze az Illés együttessel és a Fonográffal |
| SLPM 37612-37616 | 1992 | 5LP      | Hungaroton - Gong | Metro               | A Metro együttes összes felvétele                       |
| SLPM 37617       | 1992 | LP       | Hungaroton - Gong | Éva-Neoton          | Minden megoldás érdekel                                 |
| SLPM 37618-37619 | 1992 | 2LP      | Hungaroton - Gong | LGT                 | A Locomotiv GT összes kislemeze                         |
| SLPM 37621       | 1992 | LP       | Mega              | Hollós Ilona        | Legendák                                                |
| SLPM 37624       | 1992 | LP       | Favorit           | Lagzi Lajcsi        | Lakodalom van a mi utcánkban                            |
| SLPM 37626       | 1992 | LP       | Favorit           | Various (Válogatás) | Eviva Espana                                            |
| SLPM 37650       | 1992 | LP       | Mega              | Bonanza Banzai      | Elmondatott                                             |
| SLPM 37663       | 1992 | LP       | Mega              | Katona Klári        | ...Neked                                                |
| SLPM 37665       | 1992 | LP       | Mega              | Szandi              | I Love You Baby                                         |
| SLPM 37668       | 1992 | LP       | Mega              | Hobo Blues Band     | Férfibánat                                              |
| SLPM 37677       | 1993 | LP       | Mega              | Omen                | Anarchia                                                |
| SLPM 37683       | 1993 | LP       | Mega              | Deák Bill Gyula     | Bűnön, Börtönön, Bánaton Túl                            |
| SLPM 37686       | 1993 | LP       | Mega              | Ossian              | Emberi dolgok                                           |
| SLPM 37693       | 1993 | LP       | Mega              | Ákos                | Karcolatok                                              |

## Lásd még
- Hungaroton
- Hanglemez
- Dorogi hanglemezgyár
- SLPX 17900
- SLPM 17900
- SLPM 17800
- SLPX 17800
- SLPM 37500